# پوپیا سابینا
پوپیا سابینا (۳۰ میلادی - ۶۵ میلادی) به نام پوپیا سابینای جوان (برای اشتباه نشدن نام او با نام مادرش) و پس از سال ۶۳ میلادی، به عنوان پوپیا آگوستا سابینا- امپراتریس روم به عنوان همسر دوم امپراتور نرون بود. او همچنین همسر امپراتور آینده یعنی اوتو بوده‌است. مورخان دوران باستان او را به عنوان زنی بسیار زیاد زیبا، فریبنده و جذاب توصیف می‌کنند که از فتنه‌ها و دسیسه چینی برای امپراتریس شدن استفاده می‌کرد.
کاخ باشکوه وی در نزدیکی پومپی که در سال ۷۹ میلادی در فوران وسوویوس دفن شده‌است، تا حد زیادی کاوش شده‌است و امروز می‌توانید از آن بازدید کنید، او در زمان سلطنت همسر آخر خود نرون قدرت زیادی بدست آورد و به حدی نفوذ بر نرون کسب کرد که توانست مادر نرون اگریپینا را به قتل برساند همچنین او توانست دو تن از سناتورها و مشاوران پرقدرت نرون به نام بوروس و سنکا را از قدرت کنار بزند و آنان را به قتل برساند، او بعد از مرگ همه رقبا خود امپراتریس اوکتاویا را هم به‌طور کامل از چشم نرون انداخت و امپراتور را تحریک کرد که اوکتاویا را بکشد و او را جانشین کند در آخر در سال ۶۲ میلادی نرون از اوکتاویا طلاق گرفت و او را کشت و سرش را به عنوان هدیه به سابینا هدیه کرد بعد سابینا به عنوان امپراتریس روم جایگزین شد، هر چند روابط سابینا و نرون بعد از سه سال احتمالاً به سردی گرایید و توسط نرون احتمالاً در هنگام یک بعث توسط وی با ضربه ای در شکم در هنگام بارداری به قتل رسید بعد از مرگ وی نرون او را به عنوان یک خدا در روم تبدیل کرد.

## ازدواج با نرون و زندگی به عنوان امپراتریس
پوپایا را به عنوان وادار کردن نرون به قتل مادرش آگریپینا در ۵۹ به تصویر می‌کشد تا بتواند با او ازدواج کند. اما محققان مدرن، اعتبار این داستان را زیر سؤال می‌برند زیرا نرون تا سال ۶۲ با پوپایا ازدواج نکرده‌است و اشاره به قدمت سابینا در طلاق از اتو دارد. برخی از مورخان مدرن این نظریه را تصور می‌کنند که تصمیم نرون برای کشتن آگریپینا با طرح او برای قرار دادن گایوس روبلیوس پلوتوس (خواهرزاده مادر نرون و پسر خاله خود نرون) بر تخت سلطنتی و نه به دلیل انگیزه‌های پوپایا انجام شد.
با گذشت اگریپینا، پوپایا نرون را تحت فشار قرار داد تا طلاق بگیرد و بعداً همسر اول خود کلودیا اوکتاویا را برای ازدواج با پوپایا اعدام کند. اکتاویا در ابتدا به کامپانیا اخراج شد، همزمان در همان منطقه جغرافیایی عمومی که پومپی، محل تولد پوپایا واقع شده‌است. وی سپس در جزیره پانداتریا (ونتوتن مدرن)، محل تبعید اعضای خانواده امپریالیستی که به دلیل اتهام زنا از طرف طرفداری افتادند، زندانی شد.
در طول ازدواج هشت ساله خود با کلودیا اکتاویا، نرون فرزندی به وجود نیاورد و در سال ۶۲ میلادی، پوپایا باردار شد. وقتی این اتفاق افتاد، نرون از اکتاویا طلاق گرفت، ادعا کرد که او بی ثمر است و ۱۲ روز پس از طلاق ار اوکتاویا با پوپایا ازدواج کرد. او یک دختر برای نرون به نام کلودیا آگوستا متولد شده در ۲۱ ژانویه سال ۶۳ به دنیا آورد که در چهار ماهگی درگذشت. نرون در بدو تولد کلودیا، مادر و فرزند را با عنوان آگوستا تقدیر کرد و پوپایا به عنوان امپراتریس به قدرتمندترین زن دودمان ژولیو کلودین و امپراتوری روم تبدیل شد و برترین اعتبار را کسب کرد.
به گفته کاسیوس دیو، پوپایا از داشتن حمام شیر لذت می‌برد. او روزانه آنها را به دلیل اینکه به او گفته می‌شد «در آن جادویی است که همه بیماری‌ها و درگیری‌ها را از زیبایی او دور می‌کند او از حمام کردن در شیر لذت می‌برد».
طاسی و سوئیتونیوس، پوپایا را به عنوان یک کلاهبردار جاه طلب و بی رحمانه به تصویر می‌کشند. ژوزف، مورخ یهودی، تصویر بسیار متفاوتی را ترسیم می‌کند. او پوپایا را «یک زن مذهبی» می‌نامد که نرون را ترغیب کرد تا دلسوزی خود را نسبت به یهودیان نشان دهد. با این حال، در سال ۶۴ او مقام دادستان یهودیه را برای گسیوس فلوروس، شوهر دوستش، که برای یهودیان مضر بود، تأمین کرد.

## مرگ
علت درگذشت پوپایا مشخص نیست. به گفته سوئیتونیوس، در حالی که او در تابستان سال ۶۵ منتظر به دنیا آمدن فرزند دوم خود بود، او با گذراندن زمان زیاد خود در مسابقات، به سختی با نرون نزاع کرد. در حالت عصبانیت، نرون او را در شکم لگد زد و باعث مرگ وی شد. از سوی دیگر تاسیت، مرگ را بعد از کوینوئنیال نرونیا (در سال ۶۵ میلادی) قرار می‌دهد و ادعا می‌کند که ضرب و شتم نرون «یک طغیان گاه به گاه» بود. تاسیتوس همچنین اشاره می‌کند که برخی نویسندگان (اکنون گمشده) ادعا کرده‌اند که نرون او را مسموم کرده‌است، هرچند تاسیتوس به آنها اعتقادی ندارد کاسیوس دیو ادعا می‌کند که نرون روی شکم او ضربه زده‌است، اما اعتراف کرد که نمی‌داند این عمدی است یا تصادفی. با این حال، مورخان مدرن، تعصبات شدید دارند، این مورخان به نام طاسی، سوئیتونیوس و کاسیوس دیو را در برابر نرون و عدم امکان دانستن وقایع خصوصی خود به خاطر بسپارید، و از این رو می‌دانند که پوپایا ممکن است به دلیل عوارض مهلک سقط جنین یا مرده زایی فوت کرده باشد.
هنگامی که پوپایا در سال ۶۵ درگذشت، نرون به عزاداری عمیق رفت. جسد پوپایا پس از مد مصری خامه ای نبود، بلکه آغشته به بدن بود. به او تشییع جنازه ای و افتخارات الهی داده شد و در "مقبره جولی"‌های هنوز ناشناخته تشییع شد. ظاهراً نرون در خاکسپاری خود ارزش یک سال تولید بخور عربستان را به آتش کشید.
پس از آن در سال ۶۷، نرو دستور داد که اسپوروس، آزادی جوانی، به طغیان رود و سپس با او ازدواج کرد. طبق گفته کاسیوس دیو، اسپور شباهت غیرعادی با سابینا داشت، و نرون حتی او را با نام همسر مرده اش صدا کرد.

## تصویرسازی مدرن
در فیلم
- در نسخه سینمایی سال ۱۹۵۱ - که در آن پاتریشیا لافان با بازی تحسین‌شده‌اش نقش او را بازی می‌کند - او توسط نرون خفه می‌شود، نرون او را به خاطر اینکه "رعایای وفادارش"، یعنی مردم روم، را علیه خود برانگیخته است، سرزنش می‌کند. (این نوع قتل ممکن است با ادعای سوتونیوس مبنی بر اینکه نرون چندین بار تلاش کرده است تا همسر اولش، اکتاویا، را خفه کند، به فیلمنامه‌نویسان القا شده باشد.)
- در مینی سریال تلویزیونی بین‌المللی «کجا می‌روی، پوپایا» محصول ۱۹۸۵، کریستینا رینز نقش او را بازی کرد.

تصویر دیگری از پوپایا در فیلم «نشان صلیب» محصول ۱۹۳۲ به نمایش گذاشته شده است. در این فیلم (توسط کلودت کولبرت) که برای آن زمان جسورانه بود، او به عنوان یک دوجنسگرای آشکار به تصویر کشیده شده است که به طور ضمنی از یک همراه زن دعوت می‌کند تا با او حمام کند، اما در عین حال به سرباز رومی مارکوس سوپربوس (فردریک مارچ) شهوت می‌ورزد.
در سریال تلویزیونی بی‌بی‌سی محصول سال ۱۹۷۶، «من، کلودیوس»، پوپایا توسط سالی بیزلی بازی شد.
در فیلم ایتالیایی «معشوقه نرون» محصول ۱۹۵۶، بریژیت باردو نقش پوپایا را بازی کرد.
کارا توینتون در فیلم بودیکا محصول ۲۰۰۳ نقش پوپایا را بازی کرد که در ایالات متحده با نام ملکه جنگجو نیز شناخته می‌شود.
شخصیت پوپایا در مستند درام «روم باستان: ظهور و سقوط یک امپراتوری» محصول سال ۲۰۰۶ شبکه بی‌بی‌سی، توسط کاترین مک‌کورمک به تصویر کشیده شده است. در این روایت، او پس از اشاره‌ی بی‌ملاحظه و بدون انتقاد به یک اشکال جزئی در طول اجرای نرون در جشن پنج‌ساله نرونیا، توسط نرون تا سر حد مرگ لگد می‌خورد. جسد او بعداً در معرض نمایش قرار می‌گیرد.
راشل یاکار نقش پوپیا را در فیلم اپرای «کرونازایی پوپیا» محصول ۱۹۷۹، به کارگردانی ژان-پیر پونل و رهبری نیکلاوس هارننکور، اجرا می‌کند.
او همچنین یکی از شخصیت‌های فیلم درام نرو محصول ۲۰۰۴ است که نقش آن را الیسا تواتی بازی می‌کند.
در فیلم «تهیه‌کنندگان» ساخته مل بروکس در سال ۱۹۶۷، لئو بلوم (جین وایلدر)، وحشت‌زده از مکس بیالیستوک (زیرو موستل) که بالای سرش ایستاده و او روی زمین افتاده، التماس می‌کند که روی او نپرند، همانطور که به قول خودش «نرو روی پوپایا پرید».
در فیلم لهستانی «امپراتور» محصول ۲۰۱۳ که کاملاً به زبان لاتین ساخته شده است، اوا هورویچ نقش پوپایا را بازی می‌کند. در اینجا، پوپایا پس از نرون زنده می‌ماند و پس از پیوستن دوباره به اتو، در ژرمانیا با مرگ او روبرو می‌شود.